# Grünhorn (Allgäuer Alpen)
Das Grünhorn ist ein 2039 m ü. A. hoher Berg in den Allgäuer Alpen in Vorarlberg. 

## Lage und Umgebung
Das Grünhorn ist Teil der Baader Bergumrahmung, die aufgrund des vorherrschenden Flysch-Gesteins eine sehr reiche Flora aufweist. Der doppelgipflige Grasberg bricht nur nach Nordosten mit steilen Wänden ab und überragt im Norden das Steinmandl sowie im Süden die Hochstarzel.
Die nächstgelegenen Orte sind Baad im Kleinwalsertal im Südosten und Schoppernau im Südwesten.

## Besteigung
- Über die Ostflanke

Von der Schwarzwasserhütte oder von Baad zur Ochsenhofer Scharte, weiter über eine unbedeutende Erhebung und die teilweise steile und etwas abgerutschte Ostflanke zum geräumigen Gipfel. 1,5 Std. ab Schwarzwasserhütte und 2,5 Std. ab Baad
- Über den Südgrat

Vom Starzeljoch über den breiten, nur kurzzeitig etwas schmalen Südgrat zum Gipfel. 3,5 Std. ab Schoppernau und 2,5 Std. ab Baad
- Über den Nordgrat

Vom Steinmandl markiert auf breitem Kamm hinab zum tiefsten Punkt, dann über einige Grattürmchen (I) und einen ausgesetzten, aber versicherten Steilaufschwung zum Vorgipfel des Grünhorns. Von dort einfacher in die Senke und hinauf zum Hauptgipfel. Trittsicherheit und alpine Erfahrung erforderlich. 45 Min. ab Steinmandl.

## Bilder

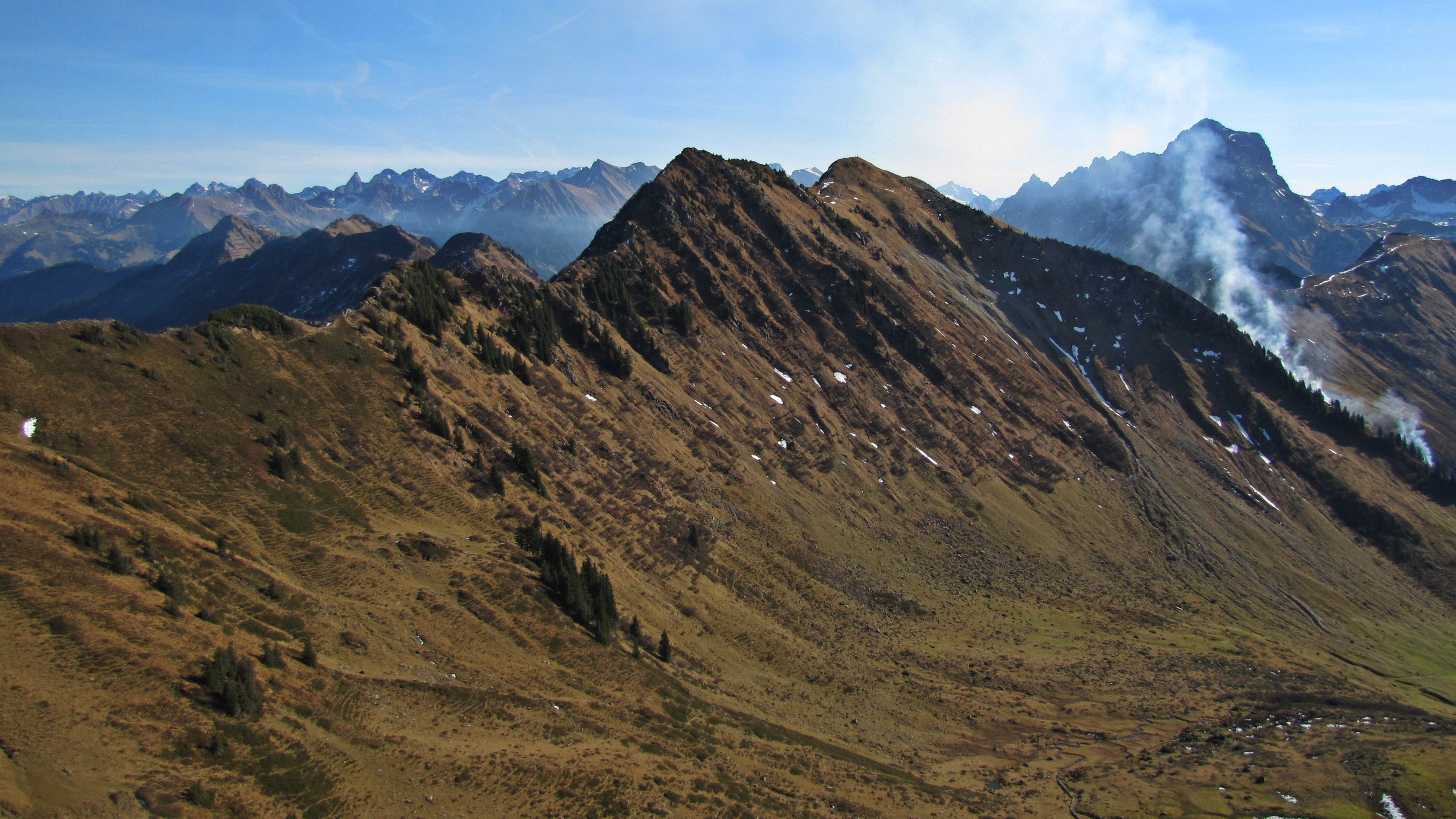
Westflanke
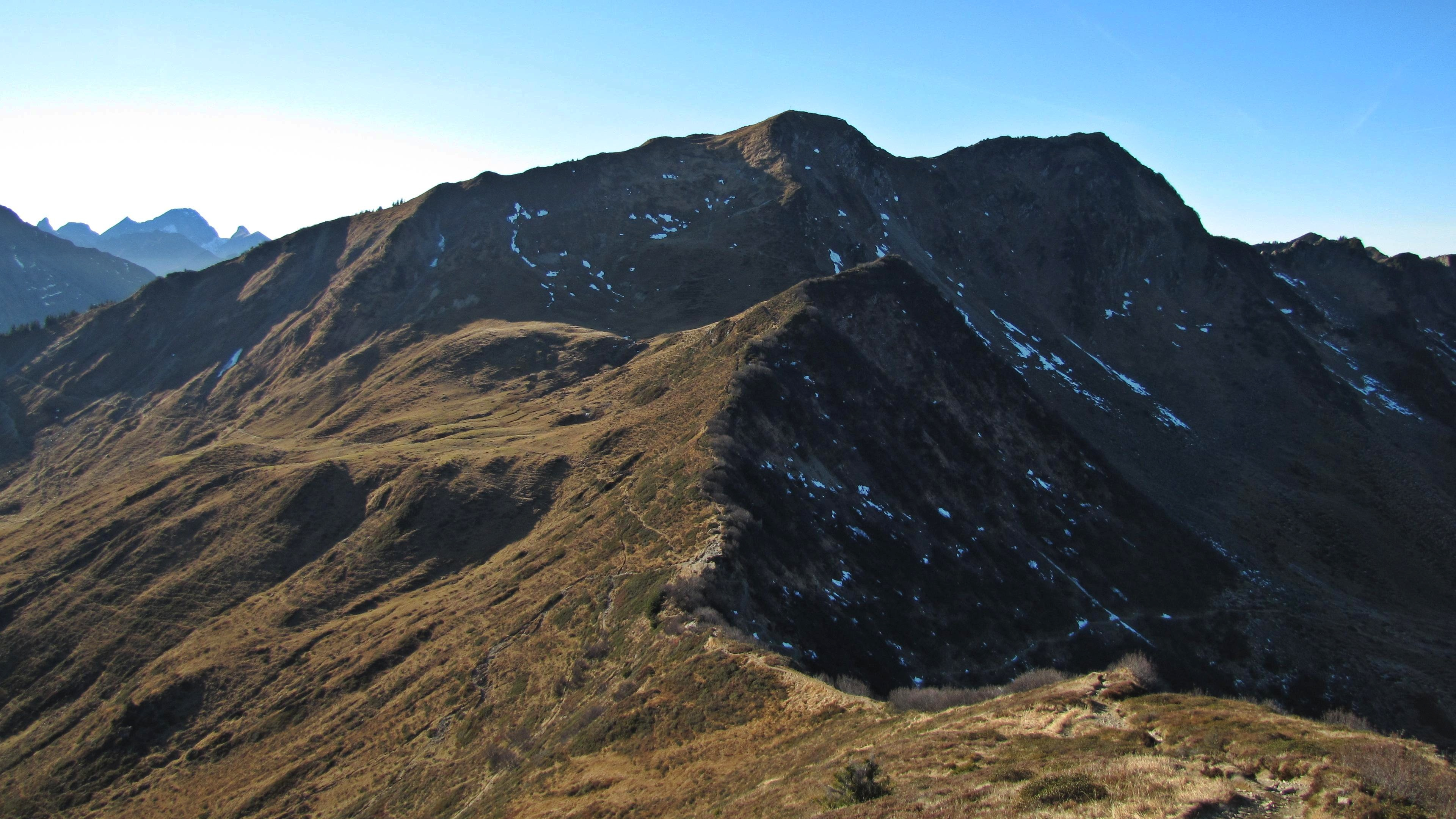
Ostseite
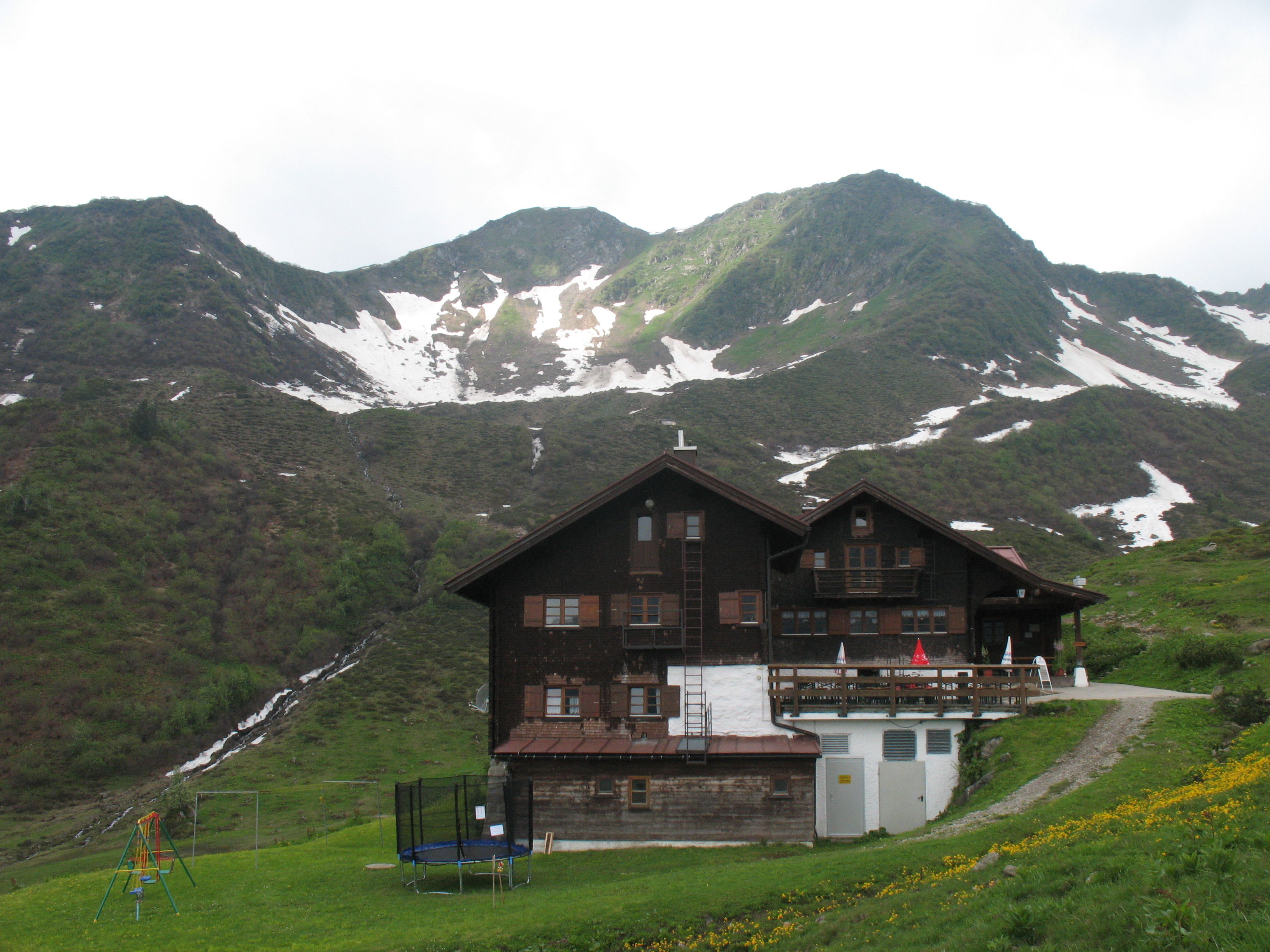
Mit Schwarzwasserhütte
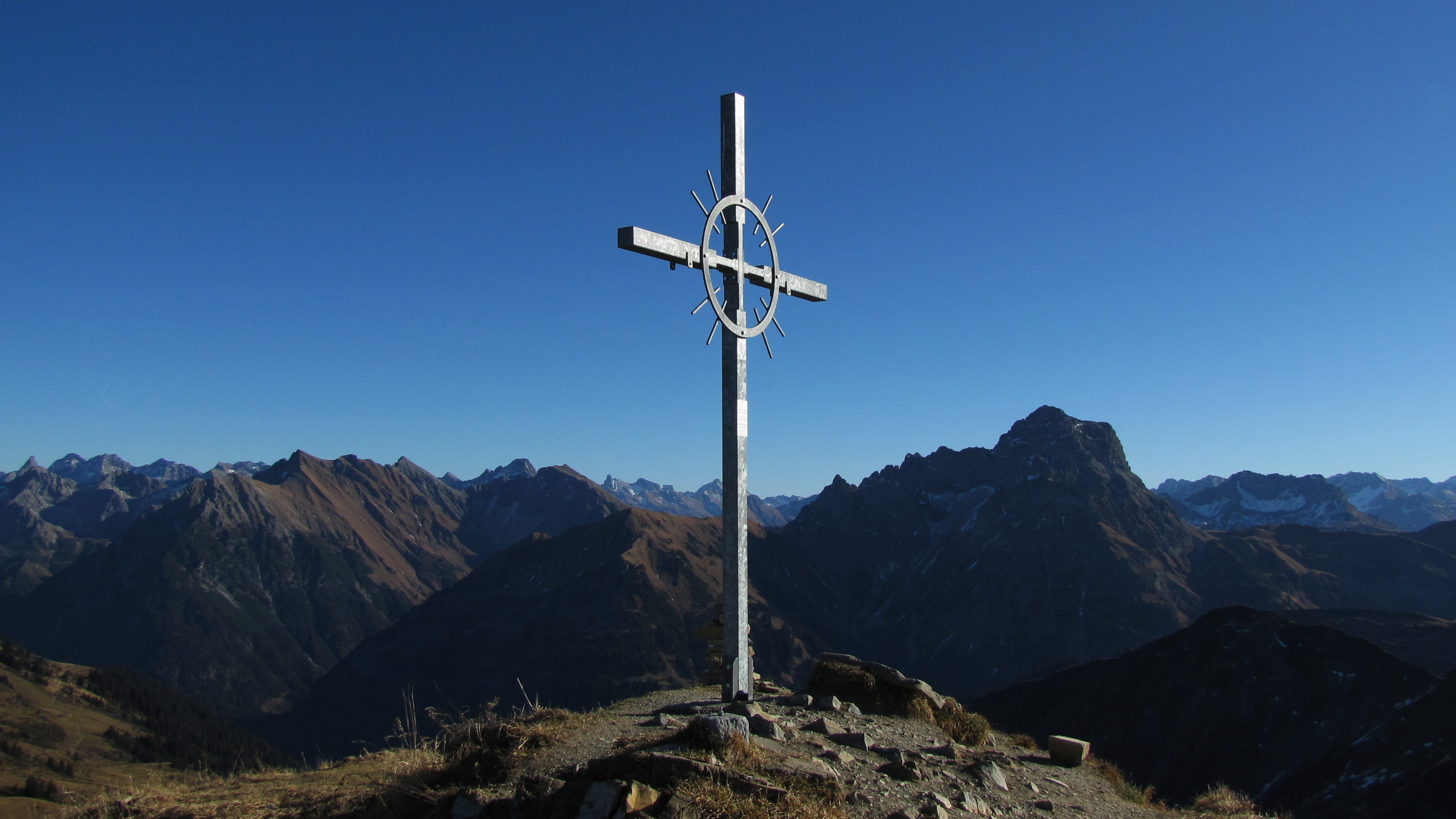
Gipfelkreuz